# Eurylister dispersus
Eurylister dispersus är en skalbaggsart som beskrevs av Heinrich Bickhardt 1920. Eurylister dispersus ingår i släktet Eurylister och familjen stumpbaggar. Inga underarter finns listade i Catalogue of Life.